# Oliver E. Williamson
Oliver Eaton Williamson (27. září 1932 Superior – 21. května 2020) byl americký ekonom pracující na Kalifornské univerzitě v Berkeley, jehož specializací byly transakční náklady. V roce 1955 získal B.S. na Massachusettském technologickém institutu, v roce 1960 M.B.A. na Stanfordově univerzitě a v roce 1963 Ph.D. na Carnegie Mellon University. Mezi lety 1965 a 1983 byl profesorem na Pensylvánské univerzitě a mezi lety 1983 a 1988 na Yaleově univerzitě. Od roku 1988 působil na Kalifornské univerzitě v Berkeley. V roce 2009 spolu s Elinor Ostromovou získal Cenu Švédské národní banky za rozvoj ekonomické vědy na památku Alfreda Nobela za „analýzu ekonomického řízení, zejména hranice firmy“.

## Dílo
Williamson ve svém díle spojuje mikroekonomii, organizační teorii a teorie smluvního práva. Jeho práce zabývající se ekvivalenty a rozdíly mezi tržním a netržním rozhodováním ovlivnila v druhé polovině 20. století debatu o hranicích mezi veřejným a soukromým sektorem.
Dále se zabýval transakčními náklady, což ho vedlo k rozdělování na opakované vyjednávání případ od případu a na smlouvy specifické pro konkrétní vztahy. Například opakovaný nákup uhlí pro denní spotřebu by zařadil do první kategorie, tvrdí však zároveň, že tento nástroj pravděpodobně povede k trvalým vztahům s dodavatelem, a proto se ekonomie transakcí specifických pro jednotlivé vztahy bude lišit.
Jeho teorie byly empiricky testovány jinými vědci. Jedním z významných příkladů je článek Trvání smlouvy a investice specifické pro jednotlivé vztahy: Empirické důkazy z trhů s uhlím od Paula J. Joskowa z roku 1987 publikovaný v American Economic Review. Přístup k teorii firmy a korporátním financím založený na nekompletních smlouvách má částečně původ v pracích Williamsona a R. H. Coaseho.
Williamsonovi se také připisuje vývoj pojmu „informační dopadovost“, který označuje situaci, kdy je z nějakého důvodu obtížné zjistit náklady na informace. Ten existuje hlavně kvůli nejistotě a oportunismu, ale svou roli zde hraje i omezená racionalita. Existuje, když jsou jedné nebo více stranám známy skutečné okolnosti související s transakcí, ale nelze je bez nákladů rozeznat nebo sdělit ostatním".
Další jeho teorie se zabývají tím, jak mohou organizace zaplňovat trhliny na trhu, neboť jsou „jejich konflikty jednoduché a jejich řešení levnější.“

## Knihy
- Williamson, Oliver E. (1975). Markets and Hierarchies: Analysis and Antitrust Implications. New York: Macmillan Publishers.
- Williamson, Oliver E. (1985). The Economic Institutions of Capitalism. New York: Macmillan.
- Williamson, Oliver E. (1989). Antitrust Economics. Basil Blackwell.
- Williamson, Oliver E. (1990). Economic Organization. New York: New York University Press.
- Williamson, Oliver E. (1991). The Nature of the Firm. New York: Oxford University Press.
- Williamson, Oliver E. (1995). Organization Theory: From Chester Barnard to the Present and Beyond. New York: Oxford University Press.
- Williamson, Oliver E. (1996). The Mechanisms of Governance. New York: Oxford University Press.
- Williamson, Oliver E. (1996). Industrial Organization. USA: Elgar Pub.